# Christian Rolfs
Christian Rolfs (* 1966 in Düsseldorf) ist ein deutscher Rechtswissenschaftler und Hochschullehrer an der Universität zu Köln.

## Leben und Werk
Rolfs studierte Rechtswissenschaften an der Universität Mainz, wo er 1990 sein Erstes Juristisches Staatsexamen ablegte. 1993 legte er in Düsseldorf sein Zweites Staatsexamen ab. Von der Universität zu Köln wurde Rolfs 1994 mit der von Peter Hanau betreuten Schrift Die Haftung unter Arbeitskollegen zum Dr. iur. promoviert. 1999 habilitierte er sich mit einer von Ulrich Preis betreuten sozialversicherungsrechtlichen Schrift.
Nach Lehrstuhlvertretungen hatte Rolfs von 2001 bis 2009 den Lehrstuhl für Bürgerliches Recht, Arbeits- und Sozialrecht sowie Versicherungsrecht an der Universität Bielefeld inne. Von 2006 bis 2008 war er Dekan der Bielefelder rechtswissenschaftlichen Fakultät. Im Sommersemester 2009 wechselte er als Direktor an das Institut für Versicherungsrecht der Universität zu Köln, wo er einen ordentlichen Lehrstuhl innehat und die Abteilung für Versicherungsrecht leitet.
Rolfs’ Forschungsschwerpunkte liegen im Bürgerlichen Recht vor allem im Mietrecht; im Arbeits- und Versicherungsrecht sind dies vor allem das Recht der betrieblichen Altersversorgung, das Recht der Lebensversicherung, das Arbeitsförderungs- und Kündigungsrecht und das Recht der befristeten Arbeitsverhältnisse. Zudem ist er Mitherausgeber eines Kommentars zum Betriebsrentengesetz.

## Schriften (Auswahl)
- Die Haftung unter Arbeitskollegen und verwandte Tatbestände. VVW, Karlsruhe 1995, ISBN 3-88487-476-4 (Dissertation).
- Das Versicherungsprinzip im Sozialversicherungsrecht. C.H. Beck, München 2000, ISBN 3-406-46866-7 (Habilitationsschrift).
- Teilzeit- und Befristungsgesetz: Kommentar. C.H. Beck, München 2002, ISBN 3-406-49326-2.
- mit Peter Hanau: Insolvenzschutz von Wertguthaben. Hans-Böckler-Stiftung, Düsseldorf 2003.
- Sport und Sozialversicherung. LIT, Berlin, Münster 2014, ISBN 978-3-643-12434-0.
- Arbeitsrecht: Studienkommentar. 4. Auflage. C.H. Beck, München 2014, ISBN 978-3-406-67206-4.
- mit Stefan Witschen, Annekatrin Veit und Andreas Hoff: Recht und Praxis der Arbeitszeitkonten. 3. Auflage. C.H. Beck, München 2017, ISBN 978-3-406-71187-9.
- Altersversorgung, Arbeitsförderungsrecht und Sozialversicherungsrecht. 7. überarbeitete Auflage. Hagener Wissenschaftsverlag, Hagen 2020, ISBN 978-3-7321-0401-7.
- Abschluss und Inhalt des Arbeitsverhältnisses. 7. überarbeitete Auflage. Hagener Wissenschaftsverlag, Hagen 2020, ISBN 978-3-7321-0400-0.